# 25 Live
25 Live bylo celosvětové koncertní turné britského zpěváka George Michaela, konané od 23. září 2006 do 1. prosince 2008. Jednalo se o jeho první turné konané po více než 15 letech. Zhlédlo ho celkem 1,3 milionu fanoušků.

## Setlist
|  | 1. část (Evropa) 1. „Waiting (Reprise)“ 2. „Flawless (Go to the City)“ 3. „Fastlove“ 4. „Father Figure“ 5. „Star People '97“ 6. „The First Time Ever I Saw Your Face“ 7. „Praying for Time“ 8. „Too Funky“ 9. „You Have Been Loved“ 10. „Everything She Wants“ 11. „My Mother Had a Brother“ 12. „Shoot the Dog“ Přestávka 13. „Faith“ 14. „Spinning the Wheel“ 15. „Jesus to a Child“ 16. „An Easier Affair“ 17. „A Different Corner“ 18. „Amazing“ 19. „I'm Your Man“ 20. „Outside“ Přídavek 21. „Careless Whisper“ 22. „Freedom! '90“ | 2. část (Evropa) 1. „Waiting (Reprise)“ 2. „Flawless (Go to the City)“ 3. „Fastlove“ 4. „Precious Box“ 5. „Father Figure“ 6. „Everything She Wants“ 7. „Ticking“ 8. „Praying for Time“ 9. „Too Funky“ 10. „Star People '97“ 11. „Shoot the Dog“ Přestávka 12. „Faith“ 13. „Spinning the Wheel“ 14. „An Easier Affair“ 15. „Jesus to a Child“ 16. „Amazing“ 17. „I'm Your Man“ 18. „Outside“ Přídavek 19. „Careless Whisper“ 20. „Freedom! '90“ |

|  | 3. část (Severní Amerika) 1. „Waiting (Reprise)“ 2. „Fastlove“ 3. „I'm Your Man“ 4. „The First Time Ever I Saw Your Face“ 5. „Father Figure“ 6. „Hard Day“ 7. „Everything She Wants“ 8. „One More Try“ 9. „A Different Corner“ 10. „An Easier Affair“ 11. „Too Funky“ 12. „Star People '97“ Přestávka 13. „Faith“ 14. „Feeling Good“ 15. „Roxanne“ 16. „Spinning the Wheel“ 17. „Kissing a Fool“ 18. „Amazing“ 19. „Flawless (Go to the City)“ 20. „Outside“ 21. „Praying for Time“ Přídavek 22. „Careless Whisper“ 23. „Freedom! '90“ | 4. část („The Finals“) 1. „Waiting (Reprise)“ 2. „Fastlove“ 3. „I'm Your Man“ 4. „Father Figure“ 5. „You Have Been Loved“ 6. „Everything She Wants“ 7. „Precious Box“ 8. „One More Try“ 9. „Jesus to a Child“ 10. „An Easier Affair“ 11. „Too Funky“ 12. „Shoot the Dog“ Přestávka 13. „Faith“ 14. „Spinning the Wheel“ 15. „Feeling Good“ 16. „Roxanne“ 17. „My Mother Had a Brother“ 18. „Kissing a Fool“ 19. „Amazing“ 20. „Flawless (Go to the City)“ 21. „Fantasy“ 22. „Outside“ Přídavek 23. „Careless Whisper“ 24. „Freedom! '90“ |